# エンリケ・ラミレス
エンリケ・アルト・ラミレス（Enrique Art Ramirez、1976年8月15日 - ）は、ドミニカ共和国出身のプロ野球選手（投手）。右投右打。台湾プロ野球 (CPBL) での登録名は「拉米瑞茲」。日本プロ野球 (NPB) では育成選手であった。

## 経歴
サンタリータ高校卒業後、1999年にボルチモア・オリオールズに入団。2003年のシーズン途中まで同球団の傘下マイナーでプレーした。退団後は独立リーグであるアトランティックリーグのナシュア・プライドでプレー。
2005年に台湾・中華職業棒球大聯盟の誠泰コブラズに入団。9試合に登板して1勝4セーブを挙げたが、この年限りで退団した。
2006年は、リーガ・メヒカーナ・デ・ベイスボルのモンクローバ・スティーラーズでプレーした。
2007年2月10日、中日ドラゴンズに育成選手として入団した。中継ぎ投手として期待されたが、支配下登録されることなく10月31日に中日を自由契約となった。
その後は再びリーガ・メヒカーナ・デ・ベイスボルでプレーし、2010年にレイノサ・ブロンコスに所属したのを最後に現役を引退した。

## プレースタイル・人物
速球が武器の投手。
中日時代に着けていた背番号222は、2018年に中日の福敬登が背番号234を着けるまで、NPB史上最大の背番号であった。
中日時代は、チームに同姓のサンティアゴ・ラミレスがいたため、新聞上・スコアボード上の表記は「E・ラミレス」となっていた。またサンティアゴとは誕生日が同じでもある。

## 詳細情報

### 年度別投手成績
| 年 度     | 球 団     | 登 板 | 先 発 | 完 投 | 完 封 | 無 四 球 | 勝 利 | 敗 戦 | セ 丨 ブ | ホ 丨 ル ド | 勝 率 | 打 者 | 投 球 回 | 被 安 打 | 被 本 塁 打 | 与 四 球 | 敬 遠 | 与 死 球 | 奪 三 振 | 暴 投 | ボ 丨 ク | 失 点 | 自 責 点 | 防 御 率 | W H I P |
| --------- | --------- | ----- | ----- | ----- | ----- | -------- | ----- | ----- | -------- | ----------- | ----- | ----- | -------- | -------- | ----------- | -------- | ----- | -------- | -------- | ----- | -------- | ----- | -------- | -------- | ------- |
| 2005      | 誠泰      | 9     | 1     | 0     | 0     | 0        | 1     | 0     | 4        | 0           | 1.000 | 79    | 16.1     | 15       | 1           | 12       | 0     | 2        | 18       | 0     | 0        | 7     | 6        | 3.31     | 1.65    |
| CPBL：1年 | CPBL：1年 | 9     | 1     | 0     | 0     | 0        | 1     | 0     | 4        | 0           | 1.000 | 79    | 16.1     | 15       | 1           | 12       | 0     | 2        | 18       | 0     | 0        | 7     | 6        | 3.31     | 1.65    |

### 背番号
- 27 （2005年）
- 222 （2007年）